# Meta Sattler
Meta Henriette Sattler (* 11. März 1867 in Bremen; † 15. März 1958 in Bremen) war eine deutsche Sozialhelferin.

## Biografie
Sattler war die Tochter von  Sophie Marie Sattle und des  Gymnasialprofessors Dr. Wilhelm Sattler (1827–1908). Dessen Schwester, Henny Sattler, war Mitbegründerin des Bremer Frauen-Erwerbs- und Ausbildungsvereins und des Vereinskrankenhauses zum Deutschen Roten Kreuz. Durch den frühen Tod der Mutter musste sie zunächst die Führung des Haushalts übernehmen. 
Sattler erhielt in Leipzig eine Ausbildung als Kindergärtnerin. Sie unterrichtete seit 1891 italienische Sprache in Bremen und Jena. Durch Kurse der Mädchen- und Frauengruppen für soziale Hilfsarbeit bildete sie sich weiter. Sie beschäftigte sich mit Problemen der Sozialarbeit und wurde 1897 ehrenamtliche Geschäftsführerin und 1908 stellvertretende Vorsitzende der Auskunftsstelle für Wohltätigkeit, die Senator Hermann Hildebrand und in den 1920er Jahren Wilhelm Kaisen führte. Seit 1900 war die Auskunftsstelle auch in der Armenpflege tätig. Ein Verzeichnis aller öffentlichen und privaten Wohlfahrtseinrichtungen Bremens kamen 1899, 1910 und 1929 heraus. Es wurden die Unterabteilungen Frauenarbeit, Frauenrechtsberatungsstelle und Hauspflege eingerichtet. 1920 wurde die Auskunftsstelle zur Zentralstelle für private Fürsorge. Sattler nahm die Aufgabe als stellvertretende Leiterin der Zentralstelle bis zum 80. Lebensjahr war.
Im Ersten Weltkrieg nahm Sattler eine führende Position im Zentral-Hilfe-Ausschuss des Roten Kreuzes war. Nach dem Krieg trat sie der liberalen Deutsche Demokratische Partei (DDP) bei. Sie war 1919/20 Mitglied der verfassungsgebenden Bremer Nationalversammlung. Ihr Vermögen verlor sie bei der Inflation von 1922/23 und sie war nun vollberuflich in der Zentralstelle für private Fürsorge bis Anfang der 1930er Jahre tätig, als ein Unfall ihre Tätigkeit unmöglich machte. Dabei war sie seit 1924 auch für die Zentrale Kleinrentnerfürsorge und seit 1928 für die Zentrale Hauspflege zuständig. Sie war eine bedeutende Frau der Bremer Frauenbewegung. 

### Ehrungen
- Die Meta-Sattler-Straße in Bremen-Walle wurde nach ihr benannt.
- Die Schule an der Meta-Sattler-Straße in Bremen trägt ihren Namen.